# Kullu (fyrstestat)
Kullu, også Kulu, var en stat i Punjab i Nord-Indien. Landet lå ved floderne Beas og Sutlej. Byen Kullu var hovedstad.
Staten var gammel og kunne føre sin historie tilbage til det andet århundrede. Den nåede højden af sin magt under raja Man Singh, som regerende fra 1688 til 1719. Han erobrede nabostater og tvang andre til at betale tribut. På dette tidspunk havde Kullu et areal på 26.000 km2.
Efter at Sikhrikets magt blev større i området begyndte Kullu at betale tribut for at undgå en erobring, men da betalingen holdt op i 1813 blev landet invaderet og bare opgivet af sikher efter betaling af en større sum. Efter raja Ajit Singh, der regerede fra 1816 til 1846, oplevede Kullu nedgangstider, blandt andet på grund af problemer med arvefølgen. Territoriet blev reduceret. Efter den første anglo-sikh-krig i 1846 kom Kullu under britisk kontrol. Dynastiet fik lov til at beholde et begrænset antal jagir (gods), men tabte den politiske magt og fik titlen reduceret til rai. Kullu blev integreret i Britisk Indien som del af en tahsil i distriktet Kangra.
Kullu er i dag et distrikt i delstaten Himachal Pradesh i  Indien.